# Križišče, Sevnica
Križišče je naselje v Občini Sevnica, ustanovljeno leta 2008 iz dela naselij Gabrje in Goveji Dol.